# Chiesa di Santa Maria del Suffragio (Viterbo)
La chiesa di Santa Maria del Suffragio è una chiesa di Viterbo, in Corso d'Italia.

## Storia
La chiesa attuale prende il posto di una più antica risalente al XII secolo e dedicata a San Quirico; fu parrocchia fino al 1572, soppressa in seguito alla riforma operata dopo il concilio di Trento. Nel 1618 il vescovo diocesano concesse la chiesa alla confraternita di Santa Maria del Suffragio, da cui poi la chiesa prese nome. La confraternita operò diversi restauri e rifacimenti all'edificio sacro, in particolare nel XVIII secolo e agli inizi del XX secolo. Oggi la chiesa è conosciuta dai viterbesi semplicemente col nome di “suffragio”.

## Descrizione
L'attuale facciata risale al XVII secolo ed è in stile propriamente barocco. Sopra il portone d'ingresso, in un riquadro arricchito da bassorilievi che ritraggono festoni e cherubini, è posto un affresco deteriorato con la Madonna ed anime del Purgatorio. La parte superiore della facciata è dominata dallo stemma del cardinale e vescovo di Viterbo Brancaccio, per iniziativa del quale si operarono i rifacimenti secenteschi.
L'interno è a navata unica con presbiterio rialzato, e con soffitto completamente nascosto da una grande tela raffigurante Dio in gloria tra la Madonna e Gesù con le anime del Purgatorio; oltre all'altare maggiore, la chiesa ha altri quattro altari laterali, due per lato. La chiesa conserva diverse opere pregevoli del XVII-XVIII secolo, tra cui meritano particolare menzione:
- un raro affresco del famoso architetto Luigi Vanvitelli, raffigurante il profeta Abacuc e l'Angelo e il profeta Daniele nella fossa dei leoni (1730);
- all'altare maggiore una pala di Francesco Maria Bonifazi, pittore viterbese, raffigurante una Madonna con Bambino e un Angelo che le presenta un'anima che lascia il Purgatorio;
- un dipinto di Anton Angelo Bonifazi che raffigura il Battesimo di Cristo, del 1630.